# Бемово
Бе́мово (пол. Bemowo) — район, або дільниця Варшави, розташований у західній частині міста. Площа дільниці становить 24,95 км2. Відрізняється значною часткою молоді: більше половини загальної кількості мешканців — особи віком менше тридцяти років. Межує з дільницями Беляни (на півночі), Воля, Жолібож (на сході), Влохи та Урсус (на півдні). На заході проходить адміністративна межа Варшави.
Станом на 1 січня 2024 кількість мешканців Бемово становить 129188 осіб.

## Історія

Схема дільниці Бемово

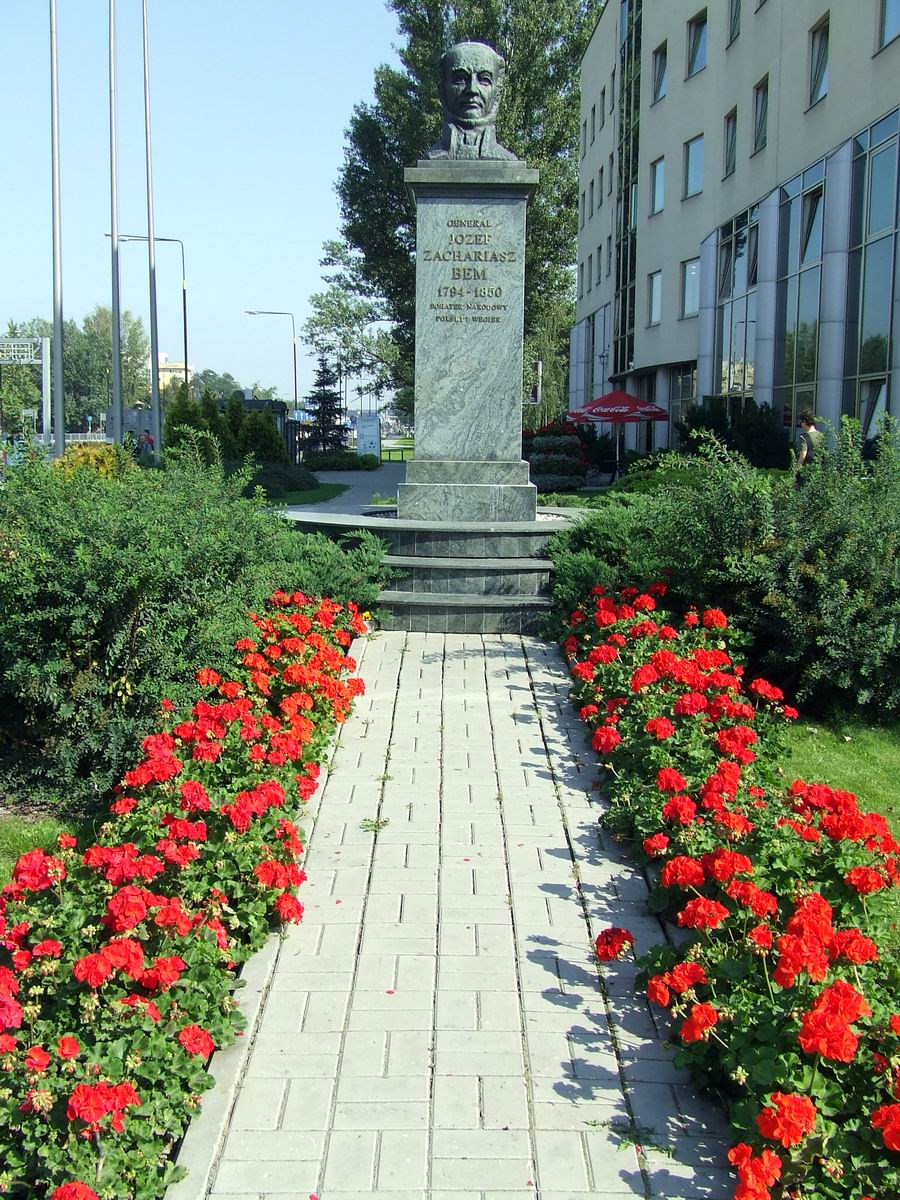
Бюст генерала Бема перед ратушею

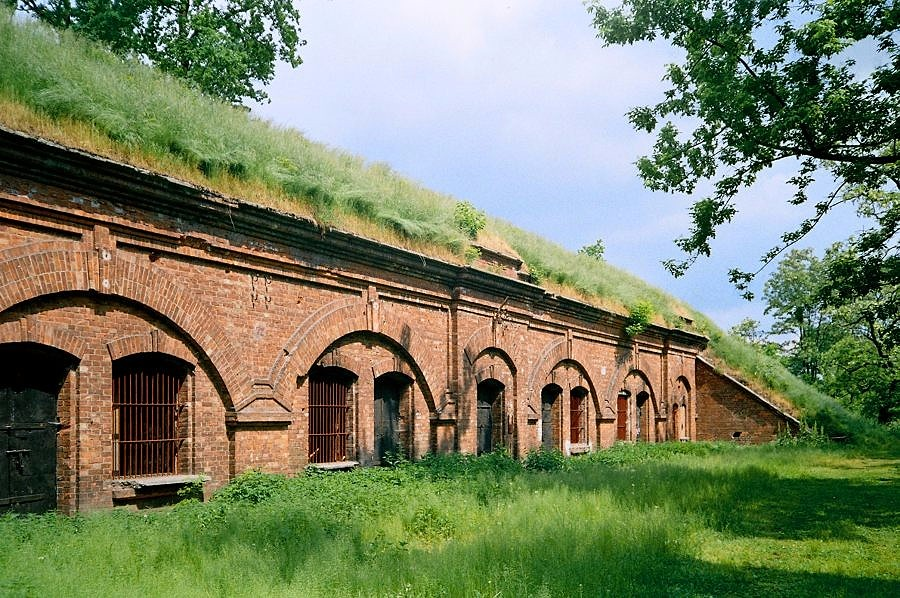
Фрагмент форту Бема

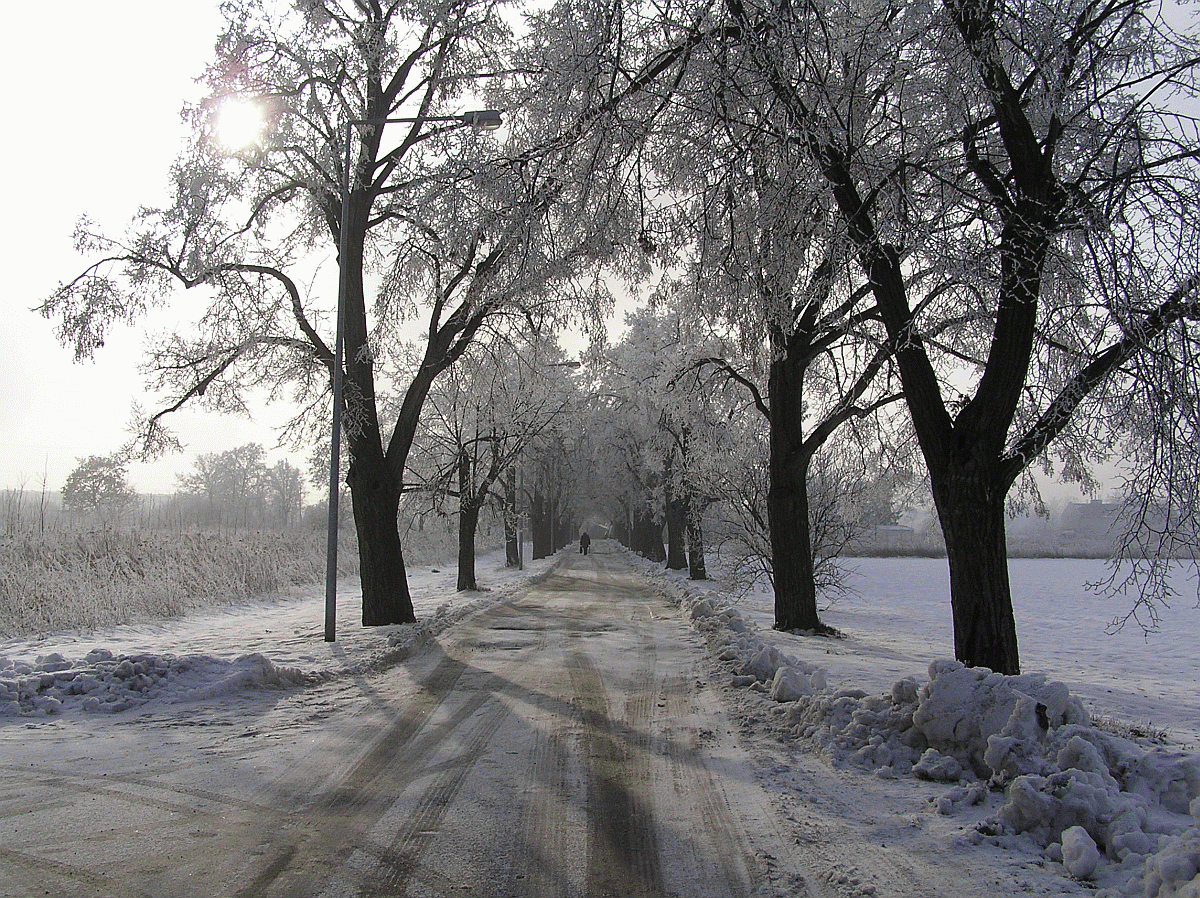
Липова алея на Морах

У часи Середньовіччя на території сучасного Бемова знаходилися лицарські маєтки. Під час Шведської війни ряд сіл Бемова — Ґроти (пол. Groty), Хжанув (пол. Chrzanów), Ґурце (пол. Górce) — зазнали відчутних руйнувань. З XIX століття Бемово почало розвиватися — на його території з'явився фільварок Єльонки (пол. Jelonki), у 1864 були збудовані цегельня та черепичний завод. У 1916 у зв'язку з розширенням меж Варшави Єльонки опинилися у безпосередній близькості від польської столиці. У 1921 була побудована Трансатлантична радіотелеграфна станція (пол. Transatlantycka Centrala Radiotelegraficzna), яка розташувалася в районі сіл Ґач (пол. Gać), нині Радьово (пол. Radiowo), та Бабіце (пол. Babice). З початку 1930—х Бемово почало забудовуватися, у 1932—1934 були зведені перші будівлі житлового масиву, спроектованого Іґнацієм Бернером (пол. Ignacy Boerner). У 1933 сюди було прокладено трамвайну лінію. У 1936 масив отримав назву Бернерово (пол. Boernerowo) — на честь його проектувальника Іґнація Бернера. Південніше від нього в цей же час був побудований інший мікрорайон — Єльонек (пол. Jelonek), на території якого у 1937 була побудована та відкрита середня школа. Під час Другої світової війни Єльонки та Бернерово не постраждали, загалом на цих територіях зберігався відносний спокій. 16 січня 1945, під час наступу радянських військ, німецька армія підірвала Трансатлантичну радіотелеграфну станцію.
У 1951 територія сучасного Бемова була приєднана до Варшави й увійшла до складу дільниці Воля, тоді ж була відкрита Військова технічна академія (пол. Wojskowa Akademia Techniczna). У 1952 для будівельників Палацу культури й науки був зведений мікрорайон Оседле Пшиязнь (пол. Osiedle Przyjaźń), будівлі якого у 1955, після закінчення будівельних робіт, було перетворено на гуртожитки. У 1970-х виникли мікрорайони Оседле Лазурова (пол. Osiedle Lazurowa) та Оседле Ґурчевска (пол. Osiedle Górczewska). У 1980-х були побудовані Нове Бемово та Ґурце. У 1994 після проведення адміністративної реформи Бемово отримало статус дільниці. У 2012 виникла перша у Варшаві система велопрокату. У 2013 дільниця була відзначена нагородою за найбільші темпи розвитку серед усіх інших дільниць Варшави.

## Походження назви
Дільниця названа на честь генерала Юзефа Бема. В епоху соціалізму назву Бемово отримав мікрорайон Бернерово, якому в 1989 було повернено стару назву, однак назва Бемово збереглася як назва мікрорайону Нове Бемово та дільниці загалом.

## Адміністративний поділ
Бемово поділяється на 10 районів:
- Аеропорт Варшава—Бабіце
- Форт Радьово
- Бернерово
- Аеропорт Бемово (пол. Bemowo Lotnisko)
- Форт Бема
- Ґроти
- Ґурце
- Хжанув
- Єльонки Північні (пол. Jelonki Północne)
- Єльонки Південні (пол. Jelonki Południowe)

Однак є ще традиційний поділ Бемова, який дещо відрізняється від офіційного:
- Власне Бемово: Ґурце, Єльонки, Хжанув, Оседле Бемово, Ґроти, Оседле Пшиязнь, Форт Бема, Форт Радьово й Аеропорт Бабіце
- Ґурце поділяється на Ґурце Старе (пол. Górce Stare) та Ґурце Нове (пол. Górce Nowe), на півночі Ґурц виділяють також Маринін (пол. Marynin)
- Єльонки та Хжанув частково заходять на терени давнього села Одоляни (пол. Odolany)
- Оседле Пшиязнь знаходиться на території району Єльонки Північні
- Хжанув поділяється на Каролін (пол. Karolin), На Вираю (пол. Na Wyraju) та Мори (пол. Mory)
- Єльонки Старе (частина Єльонок) знаходиться на території дільниці Воля — в районі Ульрихув (пол. Ulrychów)
- Аеропорт Бемово поділяється на Бемово I, Бемово II, Бемово III, Бемово IV та Бемово V
- Район Форт Радьово охоплює також Військову технічну академію імені Ярослава Домбровського (пол. Wojskowa Akademia Techniczna im. Jarosława Dąbrowskiego)
- Аеропорт Варшава—Бабіце охоплює також парк Бемово

## Визначні місця та пам'ятники
- Публічна бібліотека у дільниці Бемово
- Польський центр акредитації (пол. Polskie Centrum Akredytacji)
- Парк Бемово (Бемовський ліс)
- Аеропорт Бабіце
- Військова технічна академія імені Ярослава Домбровського
- форти давньої Варшавської фортеці, побудованої за часів Російської імперії наприкінці XIX століття; Форт Бема, Форт Блізне (пол. Fort Blizne) та Форт Хжанув внесені до реєстру пам'яток; Форт Бабіце
- Трансатлантична радіотелеграфна станція
- липова алея на вулиці Мори
- вілла на вулиці Польчинській, 59

## Промислові об'єкти
- Теплова централь Воля (пол. Ciepłownia Wola)
- Інститут енергетики
- Військові авіаційні заклади
- Інститут фізики плазми та лазерного мікросинтезу імені Сильвестра Каліського

## Військові об'єкти
Дільниця Бемово тісно пов'язана з Військом Польським. Біля аеропорту Бабіце знаходиться багато військових одиниць, а також військових вишів та дослідницьких інститутів. Раніше на території Форту Бема функціонували склади амуніції, а на прилеглій до неї території діяв військовий спортивний клуб ЦСКА Легія (пол. CWKS Legia). Під час Другої світової війни тут був побудований аеродром із твердим покриттям, за часів ПНР тут діяли такі військові одиниці, як 103-й авіаційний полк (пол. 103 Pułk Lotniczy), окрема ремонтна станція (пол. Samodzielna Stacja Naprawcza), 3-й полк безпеки (пол. 3 Pułk Zabezpieczenia) та 3-тя Лужицька артилерійська дивізія протиповітряної оборони (пол. 3 Łużycka Dywizja Artylerii Obrony Powietrznej). В наш час тут знаходяться Оперативне командування Збройних сил Польщі (пол. Dowództwo Operacyjne Rodzajów Sił Zbrojnych), 3-тя Варшавська ракетна бригада протиповітряної оборони (пол. 3 Warszawska Brygada Rakietowa Obrony Powietrznej) та Центр епідеміологічного реагування (пол. Centrum Reagowania Epidemiologicznego).

## Міста-побратими
- Обуда  Угорщина
- Сульна  Швеція
- Нижній Новгород  Росія